# Heiligenkreuz, Austria Inferioară
Heiligenkreuz este o localitate în Austria, din districtul Baden, în landul Austria Inferioară, având 1.544 de locuitori (la 1 ianuarie 2020).
Localitatea s-a format în jurul Mănăstirii Heiligenkreuz („Sfânta Cruce”), întemeiată de cistercieni în secolul al XII-lea ca filie a Mănăstirii Morimond din Franța.

## Așezare geografică
Localitatea Heiligenkreuz este situată în Pădurea Vieneză (Wienerwald) pe valea pârâului Sattelbach (afluent al râului Schwechat) în zona numită Industrieviertel. Vechiul traseu al pelerinajului spre Bazilica Mariazell (așa-numita Via Sacra) trece prin această localitate.

## Istorie
Înainte de anul 1133 istoria acestei localități a fost strâns legată de istoria localității Alland. În secolul al XII-lea teritoriul din care face parte Heiligenkreuz se afla în posesia familiei de Babenberg, apoi a aparținut familiei de Habsburg, fiind folosit pentru vânătoare. Populația era probabil extrem de mică. În anul 1133 Leopold al III-lea a chemat, la rugămintea fiului său Otto de Freising, membru al ordinului cistercienilor, călugări de la Mănăstirea Morimond (Franța) să se stabilească în Heiligenkreuz. 
Documentul de fondare a mănăstirii, datând din anul 1136, stabilea că domeniul se întindea între Sattlebach, Schwechat și Mayerling cuprinzând nu numai terenul necesar construirii unei mănăstiri, ci și cel necesar pentru agricultură, silvicultură, pentru o crescătorie de pești, cultivarea viței-de-vie precum și practicarea meșteșugurilor, având ca scop asigurarea veniturilor necesare vieții călugărilor.
În 1991 la estul actualei localități, în direcția Siegenfeld, au fost găsite rămășițele unei așezări din secolul al XII-lea cu numele Muchersdorf. Acest loc este menționat în documentul de donație făcută cistercienilor de Leopold al III-lea cel Sfânt în anul 1136. Crucea Albă, aflată astăzi în mijlocul pădurii, reprezenta granița dintre Heiligenkreuz și Muchersdorf.
După înființarea mănăstirii, populația din zonă a crescut încet, majoritatea locuitorilor fiind în serviciul comunității monahale. Până la mijlocul secolului al XIX-lea numărul locuitorilor ajunsese la 900. În anul 1850 Heiligenkreuz a devenit o comună politică independentă, cu cadastru propriu, format din Heiligenkreuz și Siegenfeld, conform legii austriece a primăriilor din 1849. Starețul Edmund Komáromy a fost ales primul primar al comunei Heiligenkreuz, în cadrul districtului administrativ Baden.

## Religii
Majoritatea populației (76,4 %) este romano-catolică. A doua comunitate religioasă ca mărime o reprezintă islamicii (4.7 %), urmată îndeaproape de protestanți (4.1 %) și de ortodocși (2,2 %). Fără convingeri religioase se declară 9,6 % din populație.

## Economie
Turismul a devenit un factor economic important pentru veniturile mânăstirii însă aceasta are, de asemenea, o mare exploatare forestieră, cu gater propriu. În 1981, mânăstirea a construit primul sistem de încălzire urbană cu o centrală de încălzire cu biomasă din Austria, care inițial alimenta doar clădirile mănăstirii, iar ulterior și gospodăriile private.
Târgul pentru mașini de exploatare forestieră Austrofoma, unul dintre cele mai mari de acest gen din Europa, este organizat la fiecare patru ani de mănăstirea Heiligenkreuz. Mașinile nu sunt expuse aici în săli de expoziție, ci prezentate în operațiuni forestiere reale. Există, de asemenea, o mină de gips în satul Preinsfeld, exploatarea acesteia fiind închisă în 2001.

## Galerie de imagini

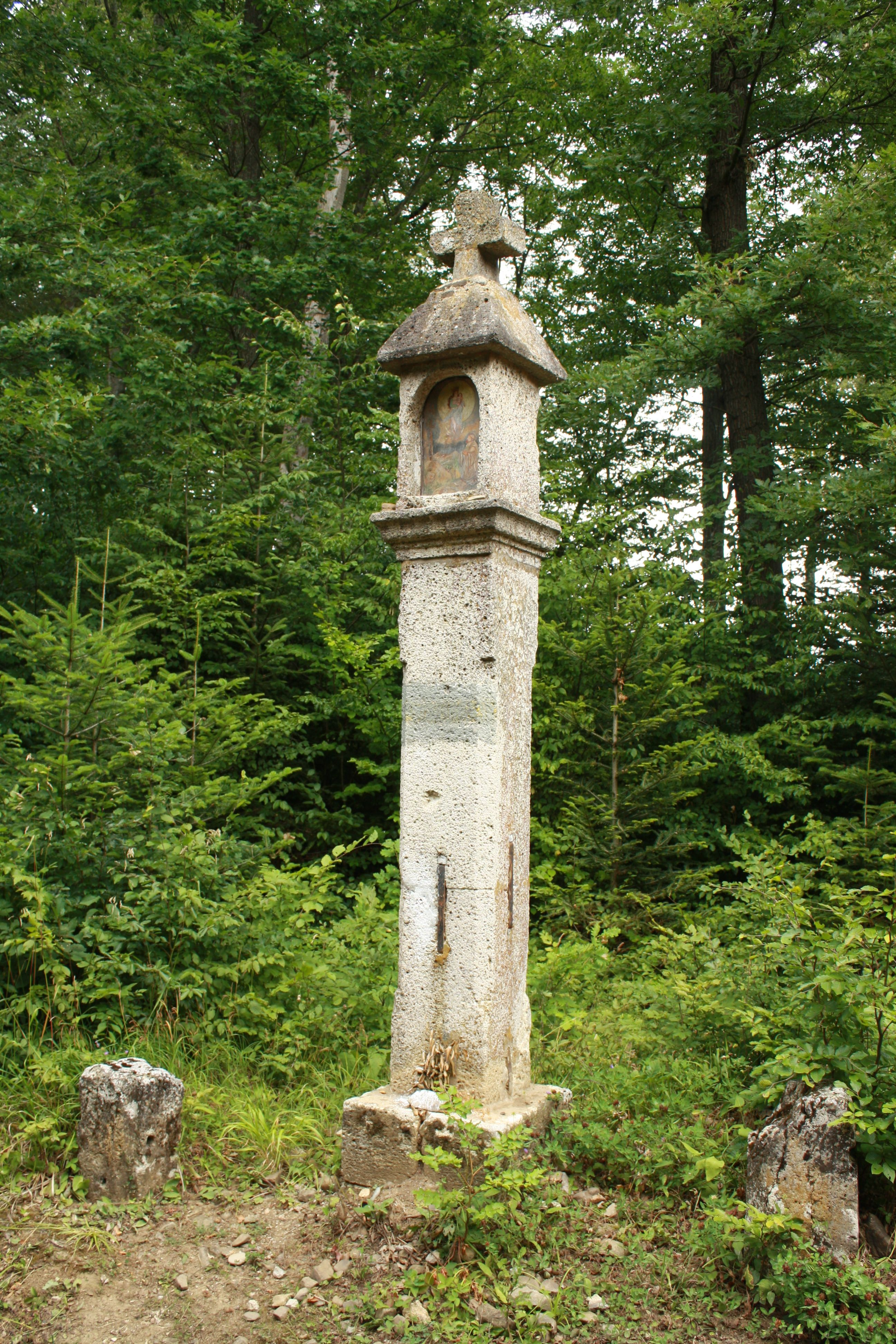
Crucea albă - fosta piatră de hotar a mânăstirii Heiligenkreuz
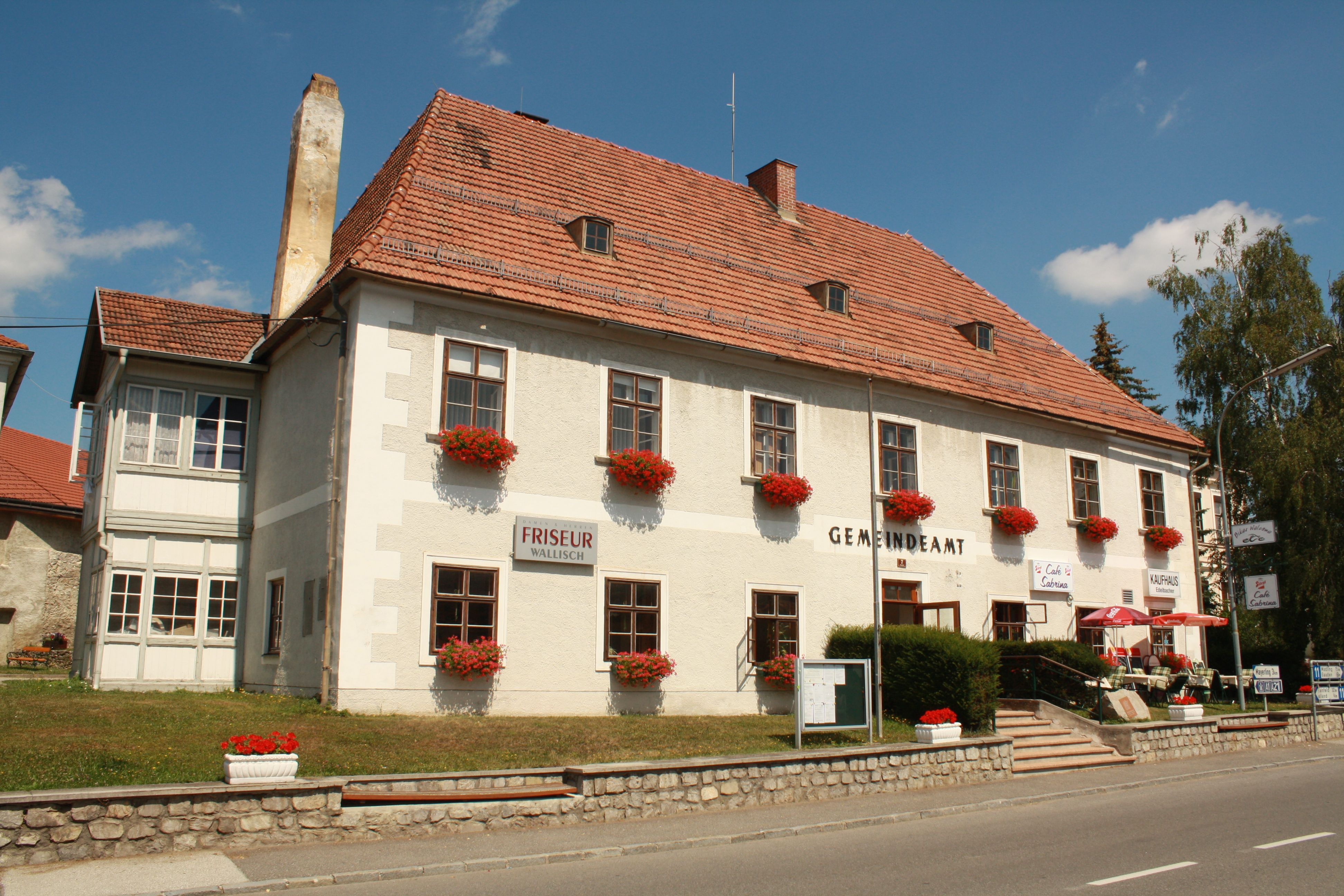
Primăria din Heiligenkreuz
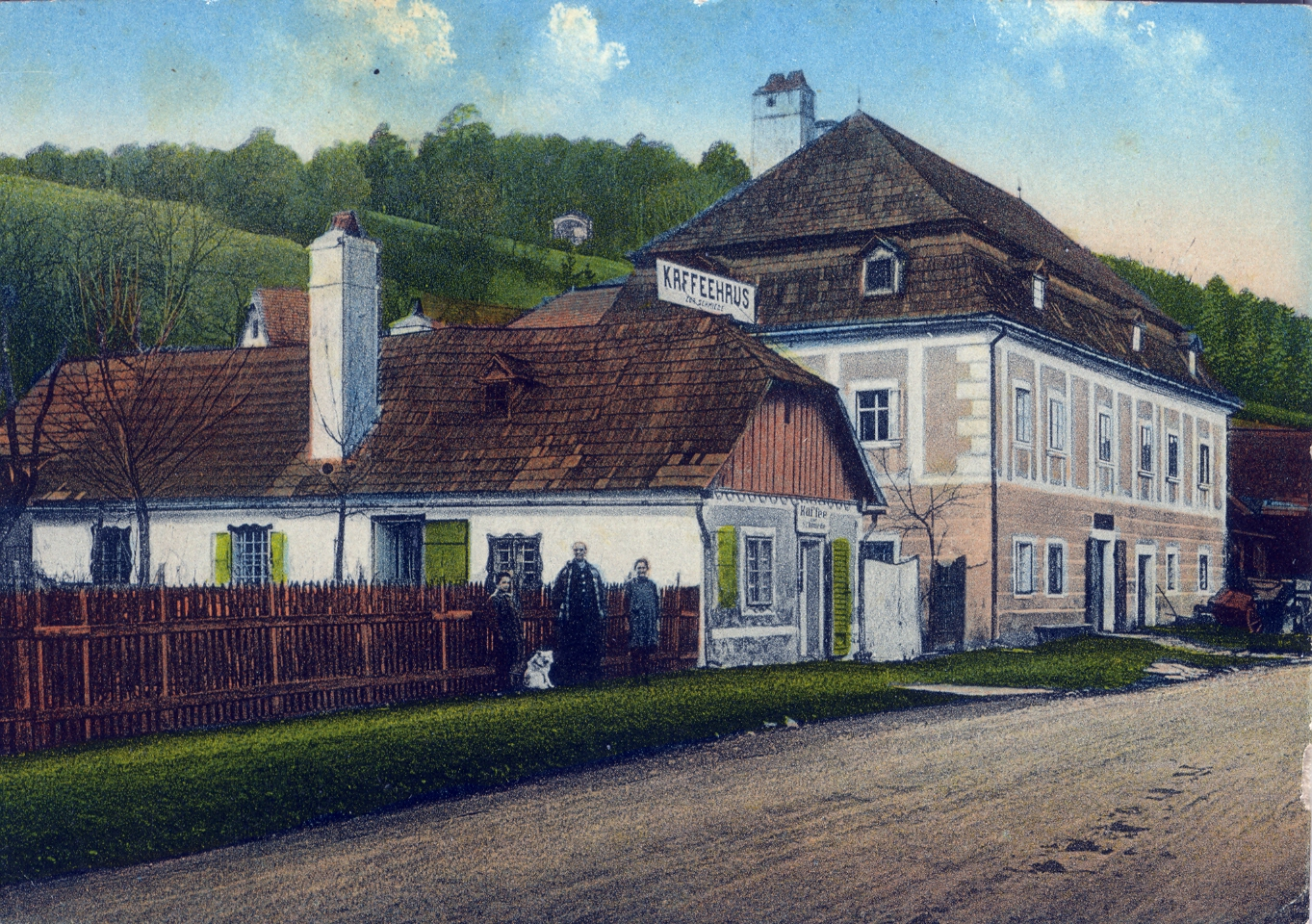
Heiligenkreuz la 1900 - Cafeneaua „La fierarul”
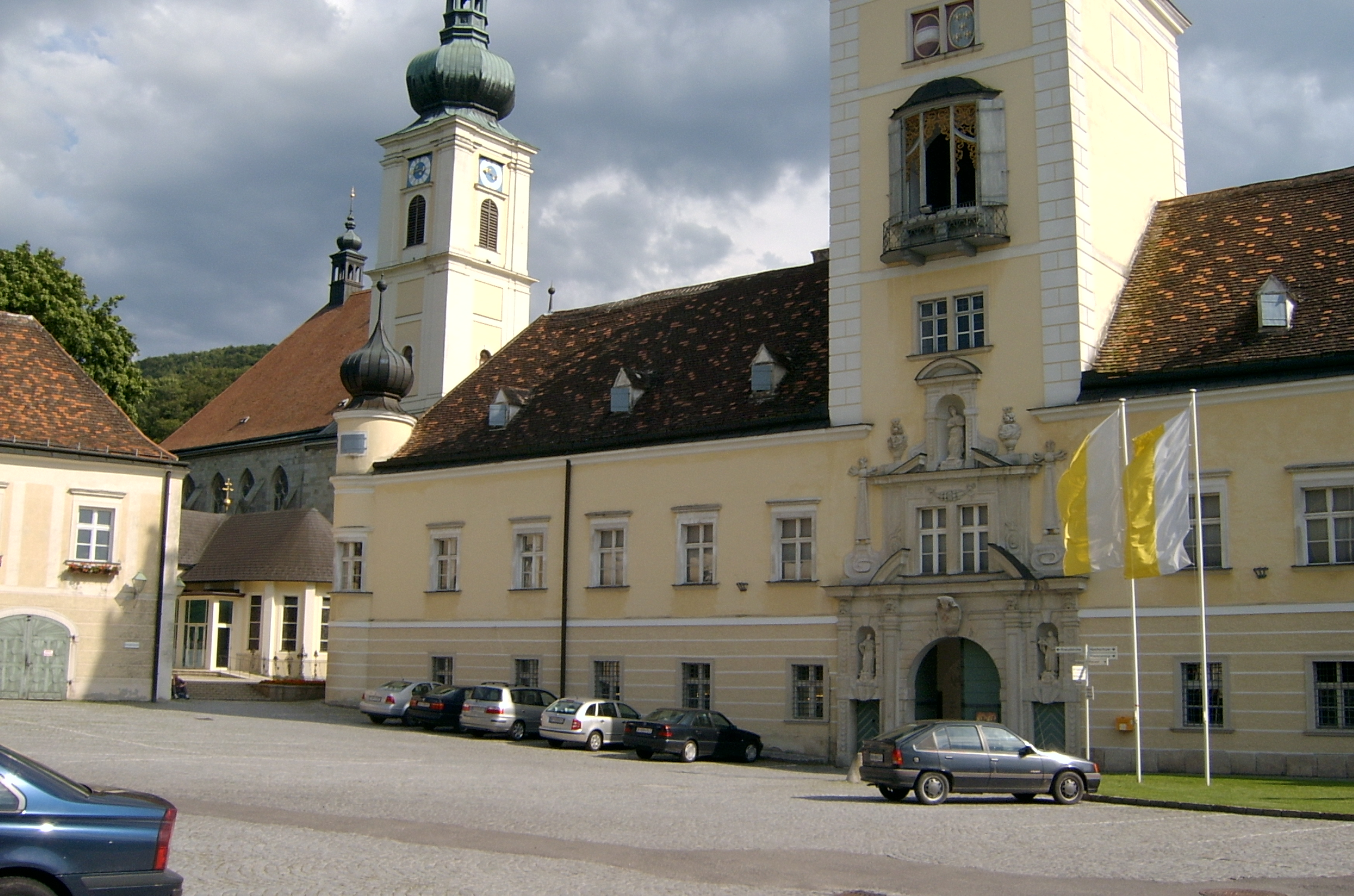
Mânăstirea Heiligenkreuz - intrarea principală
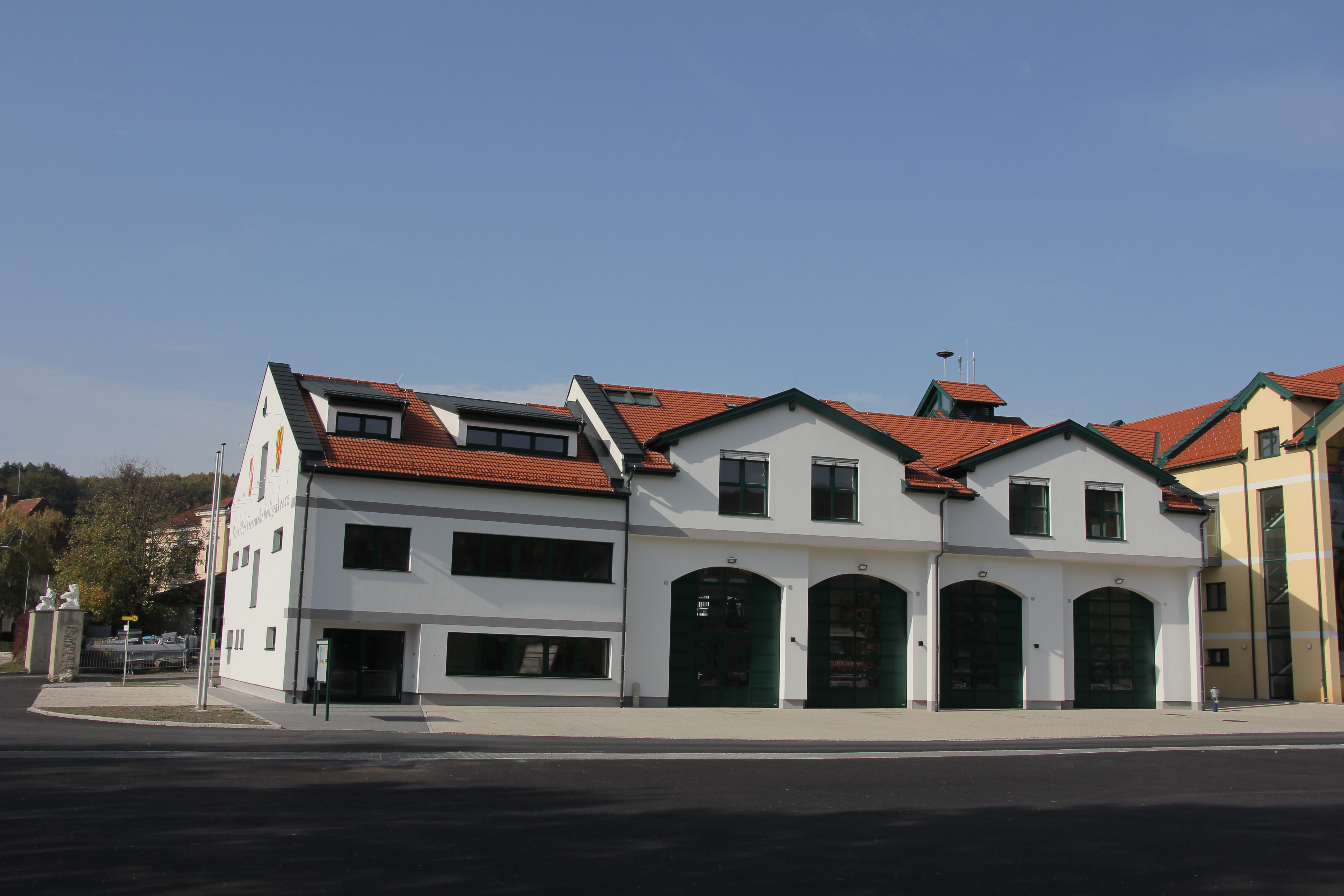
Clădirea pompierilor voluntari din Heiligenkreuz
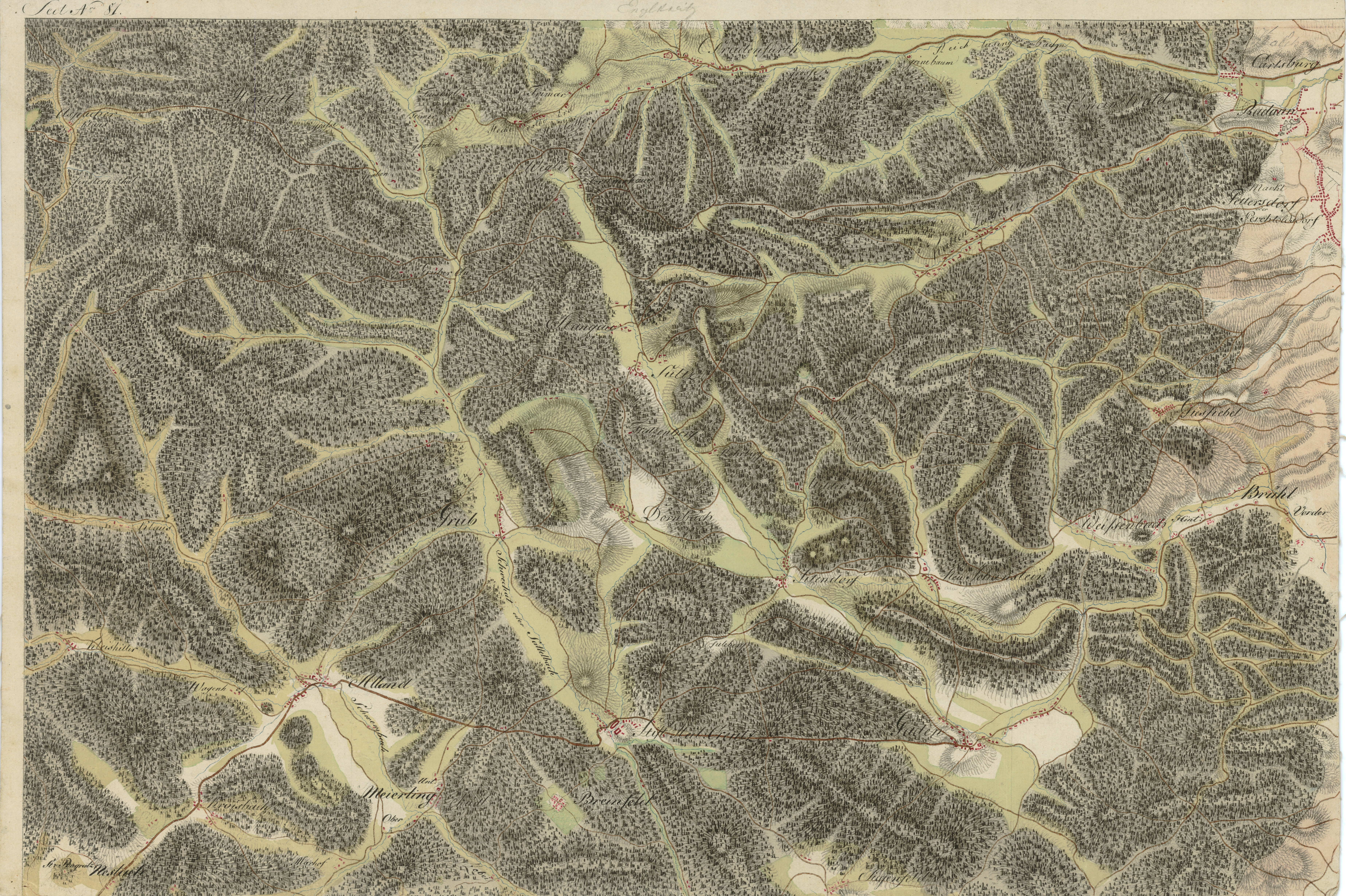
Heiligenkreuz (centrul jos) în jurul anului 1780 - Josephinische Landesaufnahme